# Hsiao Mei-yu
Hsiao Mei-yu, née le 7 janvier 1985 à Taichung, est une coureuse cycliste taïwanaise. Elle a notamment été championne d'Asie sur route en 2011, 2012, 2013 et 2014, et médaillée d'or de la course en ligne aux Jeux asiatiques de 2010. Elle représente Taiwan aux Jeux olympiques de 2012 et 2016.

## Palmarès sur piste

### Jeux olympiques
- Londres 2012
  - 17e de l'omnium
- Rio 2016
  - 17e de l'omnium

### Championnats du monde
- Apeldoorn 2011
  - 13e de la course aux points
  - 16e de la poursuite
  - 18e de l'omnium
- Melbourne 2012
  - 10e de l'omnium
  - 20e du 500 mètres
- Londres 2016
  - 14e de l'omnium

### Championnats d'Asie
- 2005
  -  Médaillée d'argent du scratch
  -  Médaillée de bronze de la vitesse par équipes
- 2006
  -  Médaillée d'argent du 500 mètres
  -  Médaillée de bronze du keirin
- 2007
  -  Médaillée d'or du 500 mètres
- 2008
  -  Médaillée d'argent de la vitesse par équipes
- 2009
  -  Médaillée d'argent de la vitesse par équipes
  -  Médaillée de bronze de l'omnium
- 2010
  -  Médaillée d'argent de la vitesse par équipes
  -  Médaillée de bronze de la poursuite par équipes
  -  Médaillée de bronze de l'omnium
- 2012
  -  Médaillée d'argent de l'omnium
  -  Médaillée de bronze de la poursuite par équipes
- 2013
  -  Médaillée d'or de l'omnium
- 2014
  -  Médaillée d'argent de l'omnium
- 2015
  -  Médaillée de bronze de l'omnium
- 2016
  -  Médaillée d'argent de l'omnium
  -  Médaillée de bronze du 500 mètres

### Jeux asiatiques
- Doha 2006
  -  Médaillée d'argent du 500 mètres
- Guangzhou 2010
  -  Médaillée de bronze du 500 mètres
- Incheon 2014
  -  Médaillée de bronze de la vitesse par équipes
  -  Médaillée de bronze de la poursuite par équipes

## Palmarès sur route
- 2009
  -  Médaillée d'argent du championnat d'Asie sur route
- 2010
  -  Médaillée d'or de la course en ligne des Jeux asiatiques
  - 10e du championnat d'Asie sur route
- 2011
  -  Championne d'Asie sur route
- 2012
  -  Championne d'Asie sur route
  - 4e étape du Tour du Salvador
- 2013
  -  Championne d'Asie sur route
  - 3e étape du Tour de Thaïlande
  -  Médaillée de bronze des Jeux d'Asie de l'Est
- 2014
  -  Championne d'Asie sur route
  -  Médaillée de bronze de la course en ligne des Jeux asiatiques
  - 3e du Tour de Thaïlande
- 2015
  -  Médaillée d'argent du championnat d'Asie sur route